# Lovenula excellens
Lovenula excellens é uma espécie de crustáceo da família Diaptomidae.
É endémica da África do Sul.